# ジェームズ・ガン (映画製作者)
ジェームズ・ガン（James Gunn、1966年8月5日 - ）は、アメリカ合衆国の脚本家、映画監督、映画プロデューサー、小説家、俳優、音楽家。

## 生い立ちと学歴
ミズーリ州セントルイスで生まれ。俳優のショーン・ガン、俳優で作家のマット・ガン、プロデューサーのパトリック・ガン、脚本家のブライアン・ガンは兄弟である。姓のガンは通常スコットランド系の姓だが、彼はアイルランド系である。
若年期は、ミズーリ州マンチェスターのセントジョセフ・マンチェスター小学校に通った。その後は兄弟とともにセントルイス大学高等学校に入学し、1984年に卒業。その後はセントルイス大学に通って1992年に卒業し、心理学の学士号を得た。さらにコロンビア大学大学院に行き、ライティング・フィクションの修士号を得た。

## キャリア
トロマ・エンターテインメントの下で映画界のキャリアを開始し、『トロメオ&ジュリエット』で初めての監督、脚本をつとめた（監督としてはクレジットされず）。他に『MIS II メン・イン・スパイダー2』の脚本を執筆した。
ガンにとって初めてのハリウッドのメジャー脚本は2002年の『スクービー・ドゥー』であった。2004年のジョージ・A・ロメロの同名映画のリメイク『ドーン・オブ・ザ・デッド』の初稿を書いたあと、『スクービー・ドゥー2 モンスター パニック』の脚本を執筆した。2006年には監督作『スリザー』が公開された。

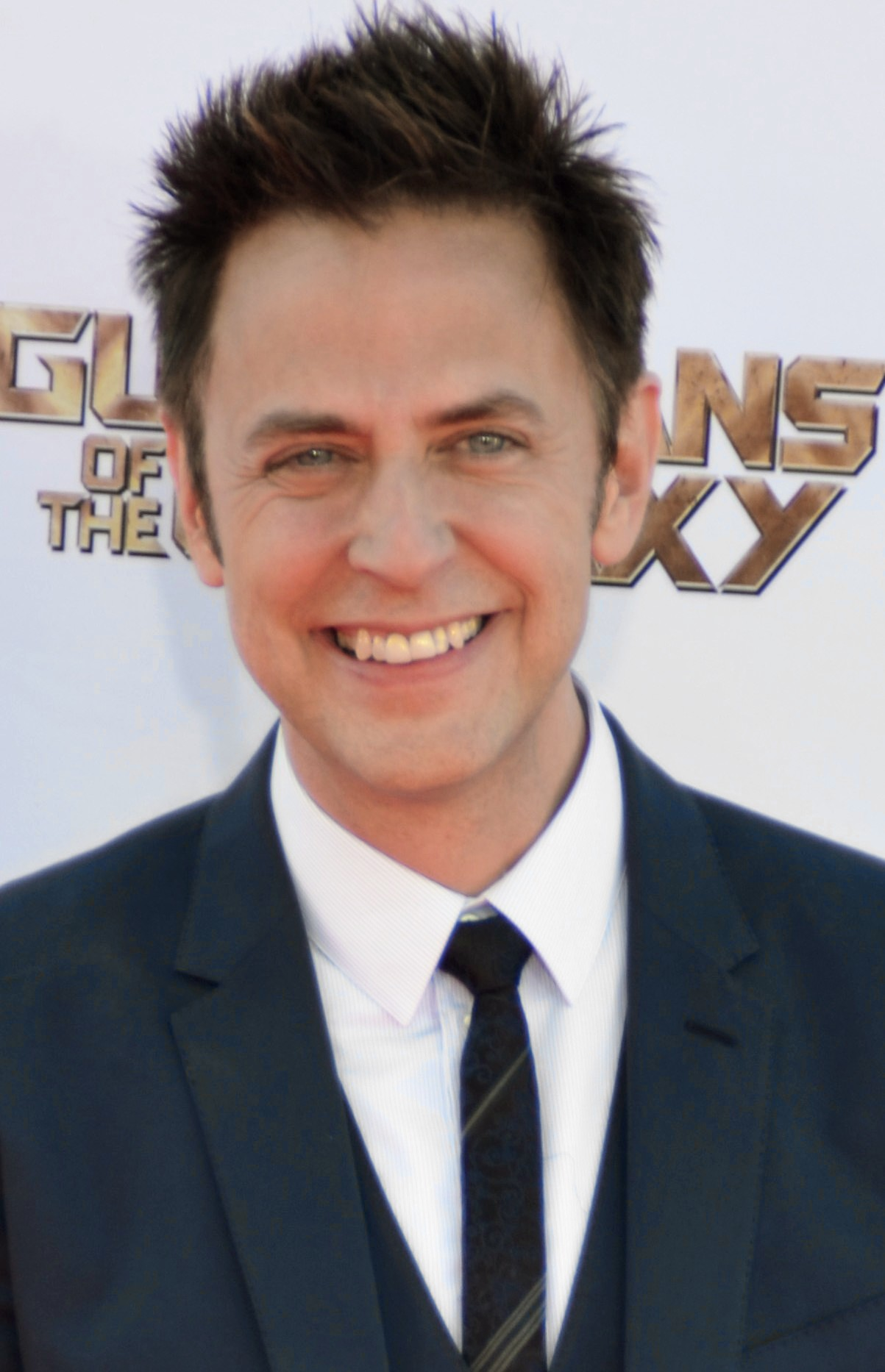
2014年

2010年、監督・脚本をつとめた、レイン・ウィルソンとエリオット・ペイジ主演のブラック・コメディ『スーパー!』が公開された。
2014年に公開された『ガーディアンズ・オブ・ギャラクシー』の監督・脚本をつとめ、一気に注目された。2017年には引き続き監督・脚本をつとめたシリーズ2作目『ガーディアンズ・オブ・ギャラクシー:リミックス』が公開された。

### ガーディアンズ・オブ・ギャラクシー監督解雇と復帰
2018年7月、ディズニーの会長アラン・ホルンは、ガンのTwitterの投稿に不適切な内容があったとして、『ガーディアンズ・オブ・ギャラクシー』シリーズ3作目の監督からの解雇を発表した。
その理由は、2008年〜2012年ごろに投稿された小児性愛、レイプ、人種差別、ホロコースト、エイズなどあらゆる不謹慎なジョークについてのツイートが発見されたことだった。ガンは日頃から当時のアメリカ大統領だったドナルド・トランプへの批判を繰り広げており、トランプ支持派の右派ニュースサイトやオルタナ右翼によって過去のツイートを掘り起こされ、拡散されたのだった。ガンは一連のツイートについて謝罪した。
ガンの解雇処分に対し、シリーズ1作目から出演しているデイヴ・バウティスタが「ガンが既に書き上げている『ガーディアンズ・オブ・ギャラクシー』3作目のシナリオを、もしマーベルが使わないなら、出演契約を解除してもらうつもりだ。そうしなければジェームズを裏切ったことになる」と発言したほか、同シリーズの主要キャストであるクリス・プラット、ブラッドリー・クーパー、ゾーイ・サルダナ、ヴィン・ディーゼル、マイケル・ルーカー、カレン・ギランなどが不謹慎ジョークの内容には共感しないとしながらもガンを支持し、復帰を求めるとの公開書簡に署名した。またガンの再雇用を求めるオンライン請願サイトには、約35万人の署名が集まった。そして解雇から9か月を経た2019年3月15日、ガンが監督に復帰することが発表された。
2018年10月、ワーナーはDCコミックスシリーズ映画『ザ・スーサイド・スクワッド “極”悪党、集結』の監督、脚本としてガンに誘いをかけ、2019年1月には監督就任の契約を交わした。同作は2020年に公開され、またガンは、同作に登場するキャラクター、ピースメーカーを中心としたスピンオフテレビシリーズ「ピースメーカー」の脚本、監督、製作を行った。
2021年1月から7月まで行われた「ピースメーカー』の撮影終了後の同年11月、シリーズ完結作となる『ガーディアンズ・オブ・ギャラクシー:VOLUME 3』の撮影が始まり、翌2022年5月に終了。発表されていた予定通り米国で2023年5月5日に劇場公開された（日本では5月2日公開）。また同作の撮影後半時期にはテレビスペシャル『ガーディアンズ・オブ・ギャラクシー ホリデー・スペシャル』の撮影も行われ、「VOLUME3」にさきがけて2022年11月にDisney+で公開された。

### DC映画の新リーダーへの就任
2022年10月25日、ピーター・サフランと共に、DCフィルムズの代わりに新設される、ワーナー・ブラザース傘下「DCスタジオ」の共同会長兼CEOに就任することが発表された。以後のDC映画・ドラマ・アニメの製作を統括し、サフランは経営、ガンは主にクリエイティブ面を担当することになった。

## 私生活
2000年10月7日に女優のジェナ・フィッシャーと結婚したが、7年後の2007年9月5日に別居を発表し、翌年に離婚した。現在は女優のジェニファー・ホランドと交際している。

## 製作作品

### 映画
| 年   | 題名                                                                        | 役名                   | 役割                                         | 備考                                          |
| ---- | --------------------------------------------------------------------------- | ---------------------- | -------------------------------------------- | --------------------------------------------- |
| 1996 | トロメオ&ジュリエット Tromeo and Juliet                                     | ピーナッツを探す父親   | 監督(ノンクレジット)・脚本・製作総指揮・出演 |                                               |
| 2000 | MIS II メン・イン・スパイダー2 The Specials                                 | ミニッツマン           | 脚本・共同製作・出演                         |                                               |
| 2000 | 悪魔の毒々モンスター 新世紀絶叫バトル Citizen Toxin: The Toxic Avenger Ⅳ    | フレム・ホッキング博士 | 出演                                         |                                               |
| 2002 | スクービー・ドゥー Scooby-Doo                                               | N/A                    | 脚本・原案                                   |                                               |
| 2003 | ハリウッド人肉通り The Ghouls                                               | コットン監督           | 出演                                         |                                               |
| 2004 | Tube                                                                        | N/A                    | 脚本                                         | 短編映画                                      |
| 2004 | ドーン・オブ・ザ・デッド Dawn of the Dead                                   | N/A                    | 脚本                                         |                                               |
| 2004 | LolliLove                                                                   | ジェームズ             | 脚本(ノンクレジット)・製作総指揮・出演       |                                               |
| 2004 | スクービー・ドゥー2 モンスター パニック Scooby-Doo 2: Monsters Unleashed    | N/A                    | 脚本・共同製作                               |                                               |
| 2006 | スリザー Slither                                                            | ハンク                 | 監督・脚本・出演(ノンクレジット)             |                                               |
| 2010 | スーパー! Super                                                             | トビー                 | 監督・脚本・出演                             |                                               |
| 2013 | ムービー43 Movie 43                                                         | N/A                    | 監督・共同脚本                               | オムニバス作品、14編のうちの1編 Beezel を担当 |
| 2014 | ガーディアンズ・オブ・ギャラクシー Guardians of the Galaxy                  | N/A                    | 監督・脚本                                   |                                               |
| 2016 | サラリーマン バトル・ロワイヤル The Belko Experiment                        | N/A                    | 脚本・製作                                   |                                               |
| 2017 | ガーディアンズ・オブ・ギャラクシー:リミックス Guardians of the Galaxy Vol.2 | N/A                    | 監督・脚本                                   |                                               |
| 2018 | アベンジャーズ/インフィニティ・ウォー Avengers: Infinity War                | N/A                    | 製作総指揮                                   |                                               |
| 2019 | アベンジャーズ/エンドゲーム Avengers: Endgame                               | N/A                    | 製作総指揮                                   |                                               |
| 2019 | ブライトバーン/恐怖の拡散者 Brightburn                                      | N/A                    | 製作                                         |                                               |
| 2021 | ザ・スーサイド・スクワッド "極"悪党、集結 The Suicide Squad                 | N/A                    | 監督・脚本                                   |                                               |
| 2023 | ガーディアンズ・オブ・ギャラクシー:VOLUME 3 Guardians of the Galaxy Vol.3   | ランプシャンク         | 監督・脚本・出演(ノンクレジット)             | 声の出演                                      |
| 2025 | スーパーマン Superman                                                       | N/A                    | 監督・脚本                                   |                                               |
| 2026 | スーパーガール（原題） Supergirl                                            | N/A                    | 製作                                         |                                               |
| 2026 | クレイフェイス（原題） Clayface                                             | N/A                    | 製作                                         |                                               |

### テレビシリーズ
| 年        | 題名                                                                                                | 役割                         | 備考                              |
| --------- | --------------------------------------------------------------------------------------------------- | ---------------------------- | --------------------------------- |
| 2008-2009 | James Gunn's PG Porn                                                                                | 監督・脚本・製作総指揮       |                                   |
| 2008      | Sparky and Mikaela                                                                                  | 監督・脚本・製作総指揮・企画 | パイロット版のみ                  |
| 2009      | Humanzee                                                                                            | 監督・脚本・製作総指揮・企画 | パイロット版のみ                  |
| 2022-2024 | ピースメイカー Peacemaker                                                                           | 監督・脚本・原案・製作総指揮 | Maxオリジナルドラマ               |
| 2022-2023 | アイ・アム・グルート I Am Groot                                                                     | 製作総指揮                   | Disney+オリジナルアニメ           |
| 2022      | ガーディアンズ・オブ・ギャラクシー ホリデー・スペシャル The Guardians of the Galaxy Holiday Special | 監督・脚本・製作総指揮       | Disney+オリジナルテレビスペシャル |
| 2024      | クリーチャー・コマンドーズ Creature Commandos                                                       | 企画・脚本・製作総指揮       | Maxオリジナルアニメ               |

### コンピュータゲーム
| 年   | 題名                                     | 役割                 |
| ---- | ---------------------------------------- | -------------------- |
| 2012 | ロリポップチェーンソー Lollipop Chainsaw | シナリオディレクター |

## シリーズ
| シリーズ名                     | シリーズ名                     | 作品名                                                                                              | 年        | 役割                         |
| ------------------------------ | ------------------------------ | --------------------------------------------------------------------------------------------------- | --------- | ---------------------------- |
| スクービー・ドゥーシリーズ     | スクービー・ドゥーシリーズ     | スクービー・ドゥー Scooby-Doo                                                                       | 2002      | 脚本・原案                   |
| スクービー・ドゥーシリーズ     | スクービー・ドゥーシリーズ     | スクービー・ドゥー2 モンスター パニック Scooby-Doo 2: Monsters Unleashed                            | 2004      | 脚本・共同製作               |
| MCU                            | ガーディアンズシリーズ         | ガーディアンズ・オブ・ギャラクシー Guardians of the Galaxy                                          | 2014      | 監督・脚本                   |
| MCU                            | ガーディアンズシリーズ         | ガーディアンズ・オブ・ギャラクシー:リミックス Guardians of the Galaxy Vol.2                         | 2017      | 監督・脚本                   |
| MCU                            | ガーディアンズシリーズ         | ガーディアンズ・オブ・ギャラクシー:VOLUME 3 Guardians of the Galaxy Vol.3                           | 2023      | 監督・脚本                   |
| MCU                            | ガーディアンズシリーズ         | アイ・アム・グルート I Am Groot                                                                     | 2022-2023 | 製作総指揮                   |
| MCU                            | ガーディアンズシリーズ         | ガーディアンズ・オブ・ギャラクシー ホリデー・スペシャル The Guardians of the Galaxy Holiday Special | 2022      | 監督・脚本・製作総指揮       |
| MCU                            | アベンジャーズシリーズ         | アベンジャーズ/インフィニティ・ウォー Avengers: Infinity War                                        | 2018      | 製作総指揮                   |
| MCU                            | アベンジャーズシリーズ         | アベンジャーズ/エンドゲーム Avengers: Endgame                                                       | 2019      | 製作総指揮                   |
| DCエクステンデッド・ユニバース | DCエクステンデッド・ユニバース | ザ・スーサイド・スクワッド "極"悪党、集結 The Suicide Squad                                         | 2021      | 監督・脚本                   |
| DCエクステンデッド・ユニバース | DCエクステンデッド・ユニバース | ピースメイカー Peacemaker                                                                           | 2022-2024 | 監督・脚本・原案・製作総指揮 |
| DCユニバース                   | DCユニバース                   | クリーチャー・コマンドーズ Creature Commandos                                                       | 2025      | 企画・脚本・製作総指揮       |
| DCユニバース                   | DCユニバース                   | スーパーマン Superman                                                                               | 2025      | 監督・脚本                   |
| DCユニバース                   | DCユニバース                   | スーパーガール（原題） Supergirl                                                                    | 2026      | 製作                         |
| DCユニバース                   | DCユニバース                   | クレイフェイス（原題） Clayface                                                                     | 2026      | 製作                         |

## ビブリオグラフィ
- All I Need to Know about Filmmaking I Learned from the Toxic Avenger（1998）ロイド・カウフマンと共著
- The Toy Collector（2000）
- Make Your Own Damn Movie: Secrets of a Renegade Director（2003）イントロダクション